# 贝迪佐莱
贝迪佐莱（義大利語：Bedizzole），是意大利布雷西亚省的一个市镇。总面积26平方公里，人口11760人，人口密度452.3人/平方公里（2009年）。国家统计（ISTAT）代码为017014。